# Отмухов
Отму̀хов или Отму̀хув (на полски: Otmuchów; на немски: Ottmachau) е град в Южна Полша, Ополско войводство, Ниски окръг. Административен център е на градско-селската Отмуховска община. Заема площ от 27,82 км2.

## Население
Според данни от полската Централна статистическа служба, към 31 декември 2013 г. населението на града възлиза на 5 068 души. Гъстотата е 182 души/км2.